# Iron Mountain (entreprise)
Pour les articles homonymes, voir Iron Mountain.
Iron Mountain est une entreprise américaine d'archivage de documents et de données informatiques.

## Histoire
En avril 2015, Iron Mountain acquiert l'entreprise australienne Recall Holdings pour 2,2 milliards de dollars.